# Chiesa di Sant'Egidio (Braunschweig)

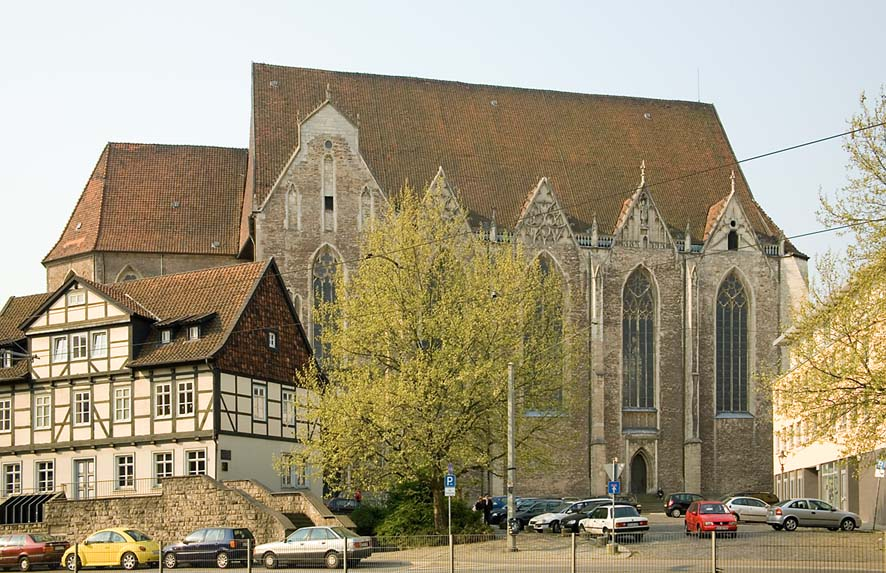
La chiesa di Sant'Egidio

La chiesa di Sant'Egidio, in tedesco Aegidienkirche, è la chiesa cattolica principale di Braunschweig.
La chiesa è caratterizzata da una grande navata centrale; tipologia architettonica definita come chiesa a sala. 
La chiesa è priva di campanile ed è costruita in stile gotico.
La chiesa è dedicata a Maria e Sant'Egidio.

## Storia

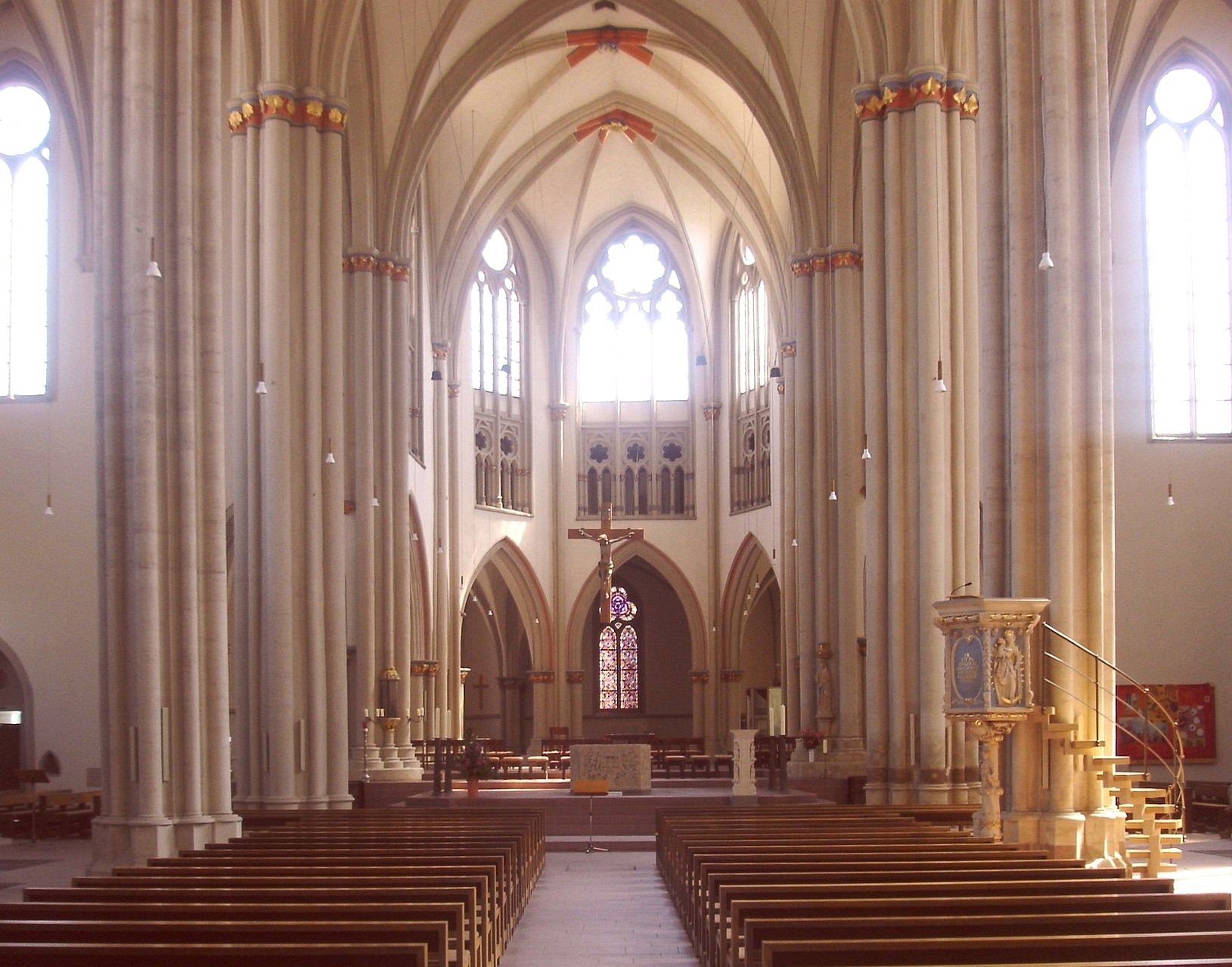
Interno della chiesa

La chiesa di Egidio era originariamente una chiesa abbaziale di un monastero benedettino fondato da Gertrude di Braunschweig e dedicato alla Beata Vergine e a Sant'Egidio. Nel XII secolo questo monastero conobbe una grande fioritura, anche grazie alla venerazione delle reliquie di Sant'Autore. Gertrude fece trasferire da Treviri a Brunschweig le reliquie di questo santo, che dal 1200 è il patrono di Braunschweig.
Alla costruzione romanica originaria seguì, dopo l'incendio del 1278, una costruzione completamente nuova nello stile del gotico delle cattedrali francesi. Verso il 1320 erano stati completati il coro, il transetto e le due campate orientali della navata. Le due campate occidentali furono completate intorno al 1437. La consacrazione dell'intera chiesa avvenne nel 1478.
Nel 1528, seguendo l'esempio dei cittadini di Brunschweig, i monaci di Sant'Egidio aderirono alla Riforma. Il monastero fu sciolto e adibito a chiesa parrocchiale protestante. Gli edifici del monastero passarono sotto la gestione della città. Nel 1546, Katharina von Bora, soprannominata "la Lutherin", trovò rifugio qui dopo la sua fuga da Wittenberg. Dal 1605 il convento fu adibito a convento femminile protestante.
Prima che la chiesa di Egidio fosse consacrata come chiesa di guarnigione il 29 settembre 1718, l'interno dell'edificio subì una trasformazione barocca. Il convento protestante dovette cedere nel 1832 per consentire la riqualificazione degli edifici del convento in una prigione. La chiesa stessa fungeva da armeria e, dal 1836, da sala da concerto.
Dal 1902, il convento e la chiesa assunsero una funzione museale. Ancora oggi, una parte dell'ex monastero è utilizzata come museo. Ma dopo la guerra, la chiesa ha riacquistato il suo scopo sacro.
Durante la Seconda guerra mondiale, gli edifici furono gravemente danneggiati. Poiché la chiesa cattolica di San Nicola fu completamente distrutta il 15 ottobre 1944, la chiesa di Sant'Egidio fu consegnata ai cattolici il 1º settembre 1945. Il 12 dicembre 1948 vi si svolse la prima messa cattolica dal 1528. Dopo averne acquisito la proprietà nel 1958, l'edificio è stato riconsacrato dal vescovo di Hildesheim.